# 에르난 코르테스
돈 에르난도 "에르난" 코르테스 데 몬로이 이 피사로 알타미라노 델 오아하카계곡 제1대 후작(스페인어: Don Hernándo "Hernán" Cortés de Monroy y Pizarro Altamirano, I marqués del Valle de Oaxaca [erˈnaŋ korˈtes ðe monˈroj i piˈθaro][*]:1485년-1547년 12월 2일)은 카스티야 출신의 정복자이다. 16세기 초 오늘날의 멕시코 본토 지역의 아스텍 제국을 정복하여 그 영토를 카스티야 국왕의 식민지로 삼은 것으로 유명하다. 코르테스는 에스파냐의 아메리카 식민화의 첫 단계를 끊은 식민지 개척자 첫 세대에 속한다.
메데인 출신으로 하급귀족인 코르테스 데 몬로이가에서 태어났다. 신세계에서 모험과 부를 찾고자 했고, 처음에는 히스파니올라, 그 다음에는 쿠바로 건너가 엔코미엔다가 되었다. 에스파냐인이 세운 쿠바 두 번째 도시 산티아고에서 잠시간 알칼데로 일했다. 1519년, 제3차 본토원정대 대장으로 선출되었고 자신도 이 원정에 사비를 일부 출자했다. 쿠바 도독 디에고 벨라스케스 데 케야르는 코르테스와 불화하여 마지막 순간에 원정대를 소환했으나 코르테스는 소환 명령에 불응하고 원정을 강행했다.
미주대륙 본토에 상륙한 코르테스는 일부 원주민과는 동맹하고, 다른 원주민과는 적대하면서 성공적인 전략을 펼쳤다. 쿠바 도독부에서 항명자 코르테스를 체포하기 위해 군대를 보냈지만 코르테스는 싸워 이기고 쿠바군을 흡수, 자신의 군세에 보충시켰다. 코르테스는 쿠바 도독 디에고를 건너뛰고 카스티야 국왕 카를로스 1세에게 바로 서한을 보내 자신의 항명을 벌하기보다 자신의 성공을 인정해 주십사 청하였다. 아스텍 제국을 멸망시킨 뒤 코르테스는 그 상으로 오아하카계곡 후작의 작위와 누에바에스파냐 도독의 직위를 받았다. 하지만 더욱 영예로운 누에바에스파냐 부왕의 자리는 상급귀족 안토니오 데 멘도사에게 돌아갔다. 1541년 코르테스는 에스파냐 본국으로 소환되었고 더 이상 실권을 누리지 못하자 6년 뒤 홧병으로 죽었다.
코르테스는 그 행적 자체가 논쟁적인 인물일 뿐 아니라, 그에 관한 정보의 출처가 될 1차문헌들이 희박하여 개인적 인격이나 동기, 의도를 파악하기가 어렵다. 정복자를 떠받들던 시기에도 코르테스 개인에 관한 심도있는 탐구는 진행되지 않았고, 이후 탈식민주의 맥락에서 미주 정복사를 재독해할 때도 마찬가지였다. 이러한 역사적 맥락으로 인해 코르테스에 대한 묘사는 악당으로서 죄악시하거나 또는 모험가로서 이상화하는 이분법을 벗어나지 못하고 있다.

## 초기생
에르난도 코르테스는 1485년 오늘날 에스파냐 에스트레마두라에 속하는 카스티야 왕국 메데인읍에서 태어났다. 부친 마르틴 코르테스 데 몬로이(Martín Cortés de Monroy)는 1449년 로드리고(Rodrigo) 또는 루이 페르난데스 데 몬로이(Ruy Fernández de Monroy)와 그 처 마리아 코르테스(María Cortés)의 아들로 태어났으며, 보병대위였다. 모친은 카탈리나 피사로 알타미라노(Catalína Pizarro Altamirano)이다.
외가를 통해 코르테스는 잉카 제국을 정복한 프란시스코 피사로와 6촌지간이다. 코르테스의 아스텍 정복에 동행한 프란시스코 피사로도 있지만 그 사람은 잉카를 정복한 피사로와는 동명이인이다. 코르테스의 외조부 디에고 알타미라노(Diego Altamirano)가 피사로의 부친과 사촌지간이다. 친가를 통해서는 제3대 히스파니올라 도독 니콜라스 데 오반도와 친척지간이다. 코르테스의 친증조부는 제5대 몬로이 대부 로드리고 데 몬로이 이 알마레스이다.
코르테스의 전기작가이자 사제이고 또한 개인적으로 친구였던 프란시스코 로페스 데 고마라에 따르면, 어릴 적 코르테스는 창백하고 병약했다. 14세 때 살라망카의 삼촌에게 보내져 라틴어를 공부했다. 근대의 역사학자는 이것을 코르테스가 살라망카 대학교에 다녔다고 잘못 해석하는 우를 범했다.
2년 뒤 코르테스는 메데인으로 돌아왔다. 코르테스가 라틴어 공부를 열심히 해서 율사가 되기를 바랬던 부모는 화가 났다. 하지만 살라망카에서의 2년간의 공부 덕에 그는 나중에 바야돌리드와 히스파니올라에서 공증인으로 일할 수 있었다. 카스티야 법전에 관한 코르테스의 지식은 그가 상관에게 불복종하고 멋대로 멕시코를 정복한 것을 사후 정당화하는 데도 도움이 되었다.
고마라에 따르면 이 시기의 코르테스는 손속없고 교만한 개구쟁이였다. 16세의 코르테스는 작은 고향동네가 지겹고 구속적으로 느껴졌다. 이 때쯤 크리스토퍼 콜럼버스가 신세계를 발견했다는 소식이 에스파냐 전역에 퍼지기 시작했다.

## 신세계 이주
먼 친척인 니콜라스 데 오반도가 신임 히스파니올라 도독(히스파니올라섬은 현재 아이티와 도미니카 공화국으로 반분되어 있다)으로 임명된 덕에 그 연줄을 통해 코르테스는 신세계로 건너가려 했다. 그러나 다치는 바람에 그 계획은 무산되었고, 이후 몇 년간 카디스, 팔로스, 산루카르, 세비야 등 에스파냐 남부 지방을 떠돌아다녔다. 그러다 1504년 마침내 히스파니올라로 건너가 식민개척가가 되었다.

### 히스파니올라 (1504년-1511년)
코르테스가 히스파니올라섬으로 가면서 탑승한 배의 선장은 알론소 퀸테로(Alonso Quintero)였다. 퀸테로는 개인적 부를 챙기고자 상관들을 속이고 그들보다 먼저 신세계에 건너가려 했다. 퀸테로의 항명행위는 코르테스가 나중에 저지르는 짓의 전범이 되었던 것 같다. 이렇듯 정복자들의 역사는 서로간의 경쟁, 지위다툼, 항명, 배반으로 점철되어 있다.
1504년 코르테스는 히스파니올라 도독부의 수도 산토도밍고에 상륙했다. 18세의 코르테스는 히스파니올라 시민으로 등록을 하고 농장을 지을 땅을 불하받았다. 얼마 뒤 도독 데 오반도가 코르테스에게 엔코미엔다(원주민을 부려먹을 권리)를 허하고 그를 아수아데콤포스텔라읍의 공증인으로 임명했다. 이후 5년간 코르테스는 히스파니올라 식민지의 정착을 착실히 도왔던 것 같다. 1506년, 코르테스는 쿠바 정복에 참여했고, 공을 세워 원정대장에게 큰 땅과 많은 인디언 노예를 상으로 받았다.

### 쿠바 (1511년–1519년)
1511년, 코르테스는 히스파니올라 도독의 보좌관 디에고 벨라스케스 데 케야르의 쿠바 원정에 동행했다. 벨라스케스는 누에바에스파냐 도독으로 임명될 예정이었다. 당시 26세의 코르테스는 회계관으로서 식민지에서 얻게 되는 부의 5분의 1("퀸토")이 왕에게 상납되는 것을 보장하는 임무를 맡았다.
코르테스는 벨라스케스가 쿠바 식민지의 지배자 자리를 확보하도록 도왔고, 벨라스케스는 이를 기꺼워하여 그를 서기관으로 임명했다. 코르테스는 두 차례 산티아고의 알칼데로 임명되었다. 코르테스는 쿠바의 유력 자산가가 되어 엔코미엔다를 행사함으로써 인디언을 자기 소유의 광산과 농장에서 부려먹었다. 그 덕에 코르테스는 상당한 자체 권력기반을 마련할 수 있었고, 식민지 행정의 야당세력이 되었다. 예컨대 1514년에 코르테스는 개척민에게 더 많은 인디언 노예를 불하할 것을 요구하는 데 총대를 멨다.
그렇기에 시간이 지날수록 코르테스 서기관과 벨라스케스 도독의 관계에는 긴장이 감돌았다. 코르테스는 벨라스케스의 처제인 카탈리나 후아레스(Catalina Xuárez)와 내연관계가 되었는데, 벨라스케스가 코르테스를 고깝게 보기 시작한 것은 코르테스가 자기 처제를 가지고 논다고 생각했던 이유도 있었던 듯 하다. 코르테스는 카탈리나의 자매, 즉 벨라스케스의 다른 처제들에게 한눈을 팔다가 결국 책임을 지라는 벨라스케스 도독의 압박으로 마지못해 카탈리나와 결혼했다. 그래도 코르테스는 이 결혼을 함으로써 카탈리나의 집안, 즉 벨라스케스의 집안과 우호를 다질 수 있기를 희망했다.
서인도 제도에 건너온지 거의 15년이 된 코르테스는 쿠바에서 시장 노릇을 하며 이미 번성하고 있는 쿠바 식민지의 뒤치닥거리를 하는 신세를 넘어 더욱 출세할 길을 찾기 시작했다. 벨라스케스는 1518년 오늘날의 멕시코 방면로 두 차례 원정대를 보냈는데(원정대장은 각각 프란시스코 에르난데스 데 코르도바, 후안 데 크리할바), 코르테스는 이 두 원정을 모두 놓쳤다.
그러던 도중 제2차 본토원정대의 후안 데 그리할바가 미주대륙 본토에서 금은 노다지가 터진 땅에 식민지를 건설했다는 소식이 들려왔다. 벨라스케스는 그리할바의 식민지 개척을 돕기로 하고 1518년 10월 제3차 본토원정대 총대장으로 코르테스를 임명했다. 코르테스는 벨라스케스가 변심하기 전에 서둘러 원정을 준비했다.
코르테스는 행정직으로서 얻은 경험과, 그전의 실패한 원정들에 관한 지식, 그리고 현란한 말빨로 불과 1달 안에 배 6척과 병력 300 명을 모을 수 있었다. 그러자 시기심이 폭발한 벨라스케스는 원정대 총대장 자리를 다른 사람에게 넘기려고 했다. 코르테스는 재빨리 쿠바의 다른 항구들에서도 더 많은 병력과 배들을 모았다.

## 멕시코 정복 (1519년-1521년)

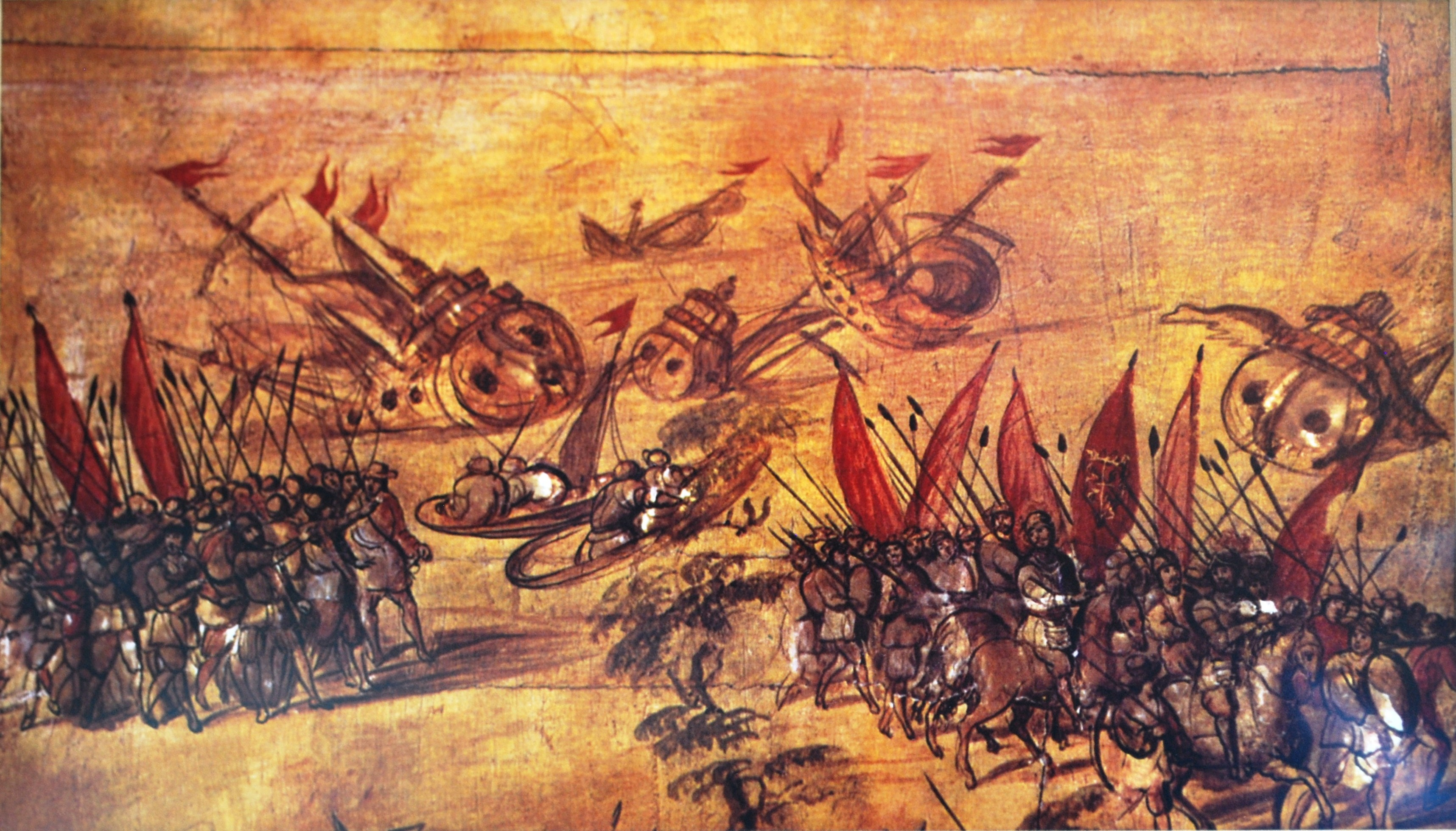
후퇴할 마음을 먹지 않기 위해 함대를 자침시키는 코르테스.

1518년, 벨라스케스는 코르테스에게 멕시코 내륙을 식민화를 위해 탐사, 확보하라는 원정 명령을 내린다. 출항 직전 마지막 순간에 벨라스케스는 변심하여 코르테스의 지휘권을 박탈하려 했다. 하지만 코르테스는 벨라스케스가 뭐라 하거나 말거나 무시하고 1519년 2월 출항했다. 명백한 항명이었다. 코르테스는 트리니다드에 기항하여 병사와 군마를 더 모집했다. 그리하여 총 병력은 배 11척, 남자 500명(노예 포함), 말 13필, 캐넌포 몇 문이었다. 코르테스는 마야의 영토이던 유카탄반도에 상륙했다. 상륙 직후 코르테스는 에스파냐인 프란치스코회 수도승 게로니모 데 아길라르를 만났다. 아길라르는 선박 침몰로 떠내려와 마야인들에게 잡혀 있다가 탈출한 몸이었다. 아길라르는 그동안 촌탈 마야어를 익혔고 코르테스와 마야인들 사이에 통역을 해줄 수 있었다.
1519년 3월, 코르테스는 공식적으로 합스부르크 에스파냐 왕령 식민지의 수립을 선포했다. 그 뒤 타바스코 방면으로 향하다 포톤찬이라는 원주민 도시에서 저항을 마주쳐 전투해 승리했다(첸틀라 전투). 패배한 원주민들은 코르테스에게 젊은 여자 스무 명을 바쳤고, 코르테스들은 이 여자들을 모두 기독교로 개종시켰다.
그 여자들 중 이후 코르테스의 현지처가 되어 아들 마르틴을 낳는 라 말린체도 있었다. 말린체는 촌탈 마야어와 나우아틀어를 모두 할 줄 알았고, 코르테스는 말린체와 아길라르의 통역을 두 번 거쳐서 아스텍인과 의사소통할 수 있었다.:82, 86–87 1519년 부활절날 산후안데울루아에서 코르테스는 테노치카 틀라토아니 모테크소마 2세 쇼코요친의 지방관들과 접선했다.:89
1519년 7월, 코르테스의 병력은 베라크루스를 점령했다. 이로써 코르테스는 쿠바 도독의 권위를 완전히 부정한 것이 되었다. 그 뒤 코르테스는 자신이 국왕 카롤루스 1세의 직접 명령계통에 속한다고 주장했다. 후퇴할 마음을 먹지 않기 위해 코르테스는 자기 배 11척을 모두 자침시켰다.

### 테노치티틀란으로의 행군

코르테스의 테노치티틀란(아스텍의 수도) 침공경로.

베라크루스에서 코르테스는 아스텍에 공물을 바치러 가는 원주민들을 만나 모테크소마 2세와의 회담을 주선해 달라고 부탁했다. 모테크소마 2세는 코르테스의 면담 요청을 여러 차례 퇴짜 놓았지만 그러거나 말거나 코르테스의 마음은 이미 정해졌다. 1519년 8월 중순, 베라크루스에 병력 100명만 남겨둔 채 코르테스는 아스텍의 수도 테노치티틀란을 향한 행군을 시작했다. 동원 병력은 보병 600명, 기병 15기, 캐넌포 15문, 포섭된 원주민 전사 및 일꾼 수백 명이었다.
코르테스는 테노치티틀란으로 가는 길에 만나는 원주민들과 꾸준히 동맹을 맺었다. 켐포알라틀의 토토낙, 틀락스칼란의 틀락스칼텍 등이 이렇게 코르테스와 동맹을 맺은 원주민들이었다. 1519년 9월 2일에서 5일 사이에 오토미와 틀락스칼란이 세 차례 에스파냐인들과 충돌했다. 이들은 코르테스군을 사방에서 포위하고 압도했지만, 코르테스는 계속 포로들을 풀어주면서 평화의 뜻을 전달했다. 코르테스 및 에스파냐인들이 아스텍의 적이라는 것을 알게 된 티차틀란 틀라토아니 우에우에 시코텐카틀과 오코텔롤코 틀라토아니 마시스카틀은 이 이방인들과 싸워 죽이기보다 그들과 편을 먹는 것이 이득이라고 판단했고, 틀라코치칼카틀 시코텐카틀 아사야카틀을 설득해 전투를 중단했다.:143–55, 171
1519년 10월, 코르테스와 에스파냐인들은 1,000 여명의 틀락스칼란인들을 동맹으로 거느리고:188 중앙멕시코 제2의 도시 촐롤란으로 행진했다. 코르테스는 테노치티틀란에서 자기를 기다리고 있을 모테크소마 등에게 충격과 공포를 불러일으키기 위해, 또는 동맹한 원주민들에게 충격과 공포를 주어 배신을 막기 위해 비무장 상태의 촐롤란 귀족 수천 명을 도시 중앙광장에 몰아넣고 학살한 뒤 도시 일부를 불태웠다.:199–200

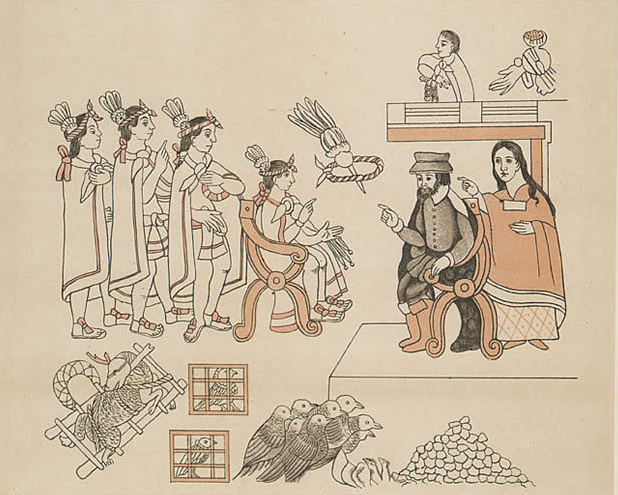
1519년 11월 8일 테노치티틀란에서 모테크소마를 만나는 코르테스와 라 말린체.

테노치티틀란에 도착할 무렵 코르테스의 에스파냐인+원주민 혼성군세는 매우 커졌다. 1519년 11월 8일, 모테크소마 2세는 코르테스 일행을 평화롭게 맞이했다. 모테크소마는 코르테스를 아스텍의 수도 테노치티틀란에 순순히 들여보냈다. 에스파냐인들의 약점을 파악해 추후에 짓밟으으려는 심산이었다.
모테크소마는 에스파냐인들에게 후하게 황금을 주었다. 하지만 이것은 에스파냐인들을 달래기는커녕 역으로 그들의 탐욕과 야망에 불을 붙였다. 카롤루스 1세에게 보낸 보고서에서 코르테스는 이 시점에서 아스텍인들이 자기 일행을 깃털뱀신 케찰코와틀의 사자 또는 케찰코와틀 본인으로 여겼다고 썼다. 하지만 현대의 몇몇 역사학자들은 이 주장을 의심스럽게 여기고 있다. 그런데 그 직후 해안가에 남겨두고 온 에스파냐인이 토토낙인의 편을 들어 싸우다 아스텍인에게 살상되는 일이 벌어졌고 그 소식이 코르테스에게 도달했다. 코르테스는 모테크소마를 인질로 궁전에 잡아 가두고 그를 통해 테노치티틀란을 간접 통제할 계획을 세웠다.

### 테노치티틀란의 몰락
한편 쿠바 도독 벨라스케스는 코르테스 토벌을 위해 판필로 데 나르바에스를 대장으로 하는 제4차 본토원정대를 파견했다. 나르바에스는 1520년 4월 멕시코에 상륙했으며 병력은 1,100 명이었다. 코르테스는 나르바에스군을 영격하기 위해 테노치티틀란에 부하 200명만 남겨두고 해안으로 떠났다. 코르테스는 수적 열세에도 불구하고 나르바에스를 무찔러 포로로 잡고 그 병력을 자기 군세로 흡수시켰다. 한편 테노치티틀란에서는 코르테스의 부관 중 하나인 페드로 데 알바라도가 톡스카틀의 학살을 저지르고, 아스텍인이 대대적인 반란을 일으킨다.
코르테스는 테노치티틀란으로 서둘러 귀환했다. 1520년 7월 1일, 코르테스의 괴뢰가 된 모테크소마가 난민을 진정시키려다 자기 백성이 던진 돌에 맞아 죽었다(이용가치가 없어지자 에스파냐인에게 살해되었다는 소수설도 있다). 엄청난 수의 적에 압도된 코르테스는 일단 테노치티틀란을 버리고 동맹 원주민인 틀락스칼란으로 도망가기로 한다. 이 "비통한 밤" 때 에스파냐인은 소수만이 틀라코판 방죽길을 따라 테노치티틀란을 빠져나갔고, 후위를 지키던 이들은 아스텍인에게 살해되었다. 코르테스는 허둥지둥 도망치는 와중 앞서 노략질한 보물은 물론 대포도 잃어버렸다.
오툼바 전투에서 1대 30의 전력차를 극복하고 아스텍 추격군을 패퇴시킨 코르테스군은 겨우겨우 틀락스칼란에 도착하기까지 병사 870명을 잃었다. 동맹 원주민의 도움과 쿠바의 증원군으로 군세를 회복한 코르테스는 테노치티틀란에 대한 소모전을 개시했다. 코르테스는 테노치티틀란으로 향하는 보급선들을 끊고 아스텍의 동맹시를 하나씩 제압해나가며 테노치티틀란을 말려 죽이기 시작했다. 테노치티틀란 공성전은 에스파냐인의 승리로 끝났고, 테노치티틀란시는 파괴되었다.
1521년 1월, 안토니오 데 비야파나(Antonio de Villafana)가 코르테스를 죽이려는 음모를 꾸미다 발각되어 목이 매달렸다. 새 테노치카 틀라토아니 쿠아우테목이 1521년 8월 13일 사로잡히면서 아스텍 제국은 멸망했다. 코르테스는 아스텍의 영토를 에스파냐 왕령으로 선포하면서 테노치티틀란을 멕시코시로 개칭했다. 이후 1521년에서 1524년까지 코르테스는 자칭 도독으로서 멕시코를 다스렸다.

## 누에바에스파냐 도독 (1521년-1525년)

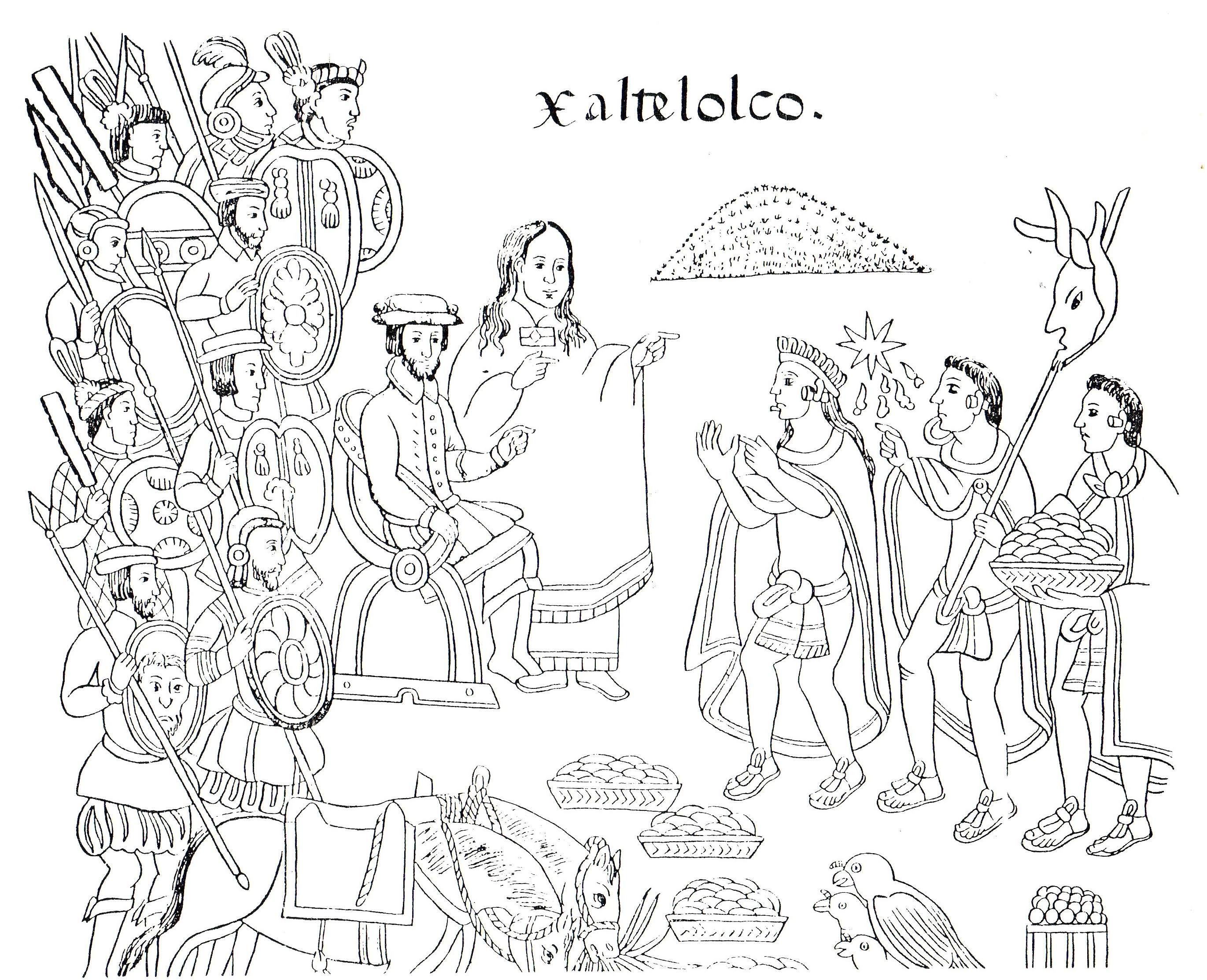
디에고 무뇨스 카마르고의 『틀락스칼란의 역사』(1585년경)의 삽화. 라 말린체와 에르난 코르테스가 그려져 있다.

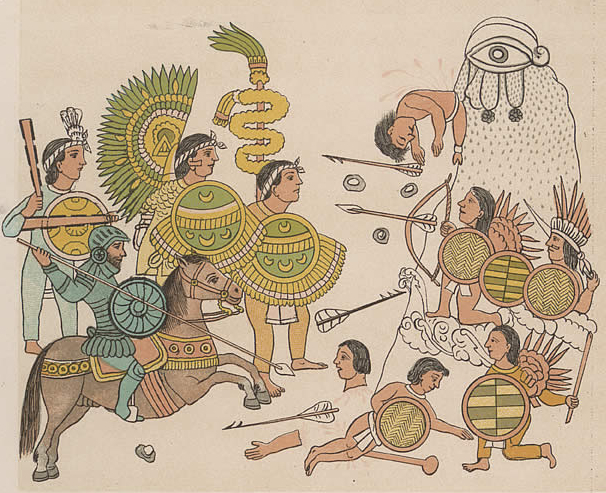
1522년 틀락스칼란 동맹군과 함께 할리스코를 정복하는 크리스토발 데 올리드.

많은 사료는 코르테스가 에스파냐 왕실로부터 부당한 대우를 받았으며, 누에바에스파냐라는 거대한 영토를 안겨준 그에게 아무것도 주지 않은 에스파냐 왕실의 배은망덕함을 비판하는 인상을 가지고 있다. 이런 그림은 코르테스 본인이 쓴 보고서 및 동시대인인 프란시스코 로페스 데 고마라가 쓴 코르테스 전기에서 나타난다. 하지만 코르테스의 처우 문제에는 분명 왕실의 배은망덕함 이상의 이유가 있었을 것이다. 바로 코르테스 본인의 성격적 결함: 성취감과 자만심, 자격심이 국왕과의 관계악화에 상당한 역할을 했다.
사실 코르테스가 인색한 보상을 받았다고는 절대 말할 수 없다. 하지만 코르테스는 자신과 자신의 동지에게 내려지는 보상이 부족하다고 계속해서 불평했다. 코르테스는 스스로를 규제를 초월한 존재라고 여겼고, 왕실의 명령을 다수 불복종했으며, 무엇보다 경솔한 것은 황제에게 올리는 보고서에서도 그 짓을 했다는 것이다. 문제의 보고서는 1524년 10월 15일자인데 이 보고서에서 코르테스는 지난 멕시코 정복이 오로지 자기 혼자서만 이룬 것임을 거론하는가 하면, 자신의 명령불복종을 구태여 인정하고 있는데 이런 것들은 분명 황제에게 불쾌한 인상을 남기기에 부족함이 없었을 것이다.
카롤루스 1세는 새로 정복된 영토를 "누에바에스파냐(새로운 에스파냐)"라고 명명하고 코르테스를 그 도독, 총대장, 수석법관으로 임명했다. 하지만 동시에 왕실 관리 네 명을 임명하여 코르테스의 도독 업무를 "보좌"케 했다. 말이 보좌지 사실상 사찰단이었으며, 코르테스는 이 처사에 낭패했다. 코르테스는 아스텍 신전과 건물을 파괴하고 그 폐허 위에 멕시코시의 건설을 시작했다. 곧 미주대륙에서 가장 중요한 유럽인 도시가 될 도시의 탄생이었다.
코르테스는 계속 도시를 세우고 사람을 임명하여 누에바에스파냐 곳곳에 에스파냐의 지배가 미치도록 했고, 1524년이 되면 영토 전역에 엔코미엔다가 실시되었다. 코르테스는 자기와 자기 당여들의 몫으로 많은 엔코미엔다를 떼어 놓았다. 이것이 자신이 멕시코 정복 과정에서 겪은 고생에 대한 정당한 보상이라고 생각했다. 하지만 후발 개척자나 코르테스에 반대하는 파당의 인사는 자신은 그런 특혜를 누리지 못함에 분개했다.
한편 그보다 앞서 1522년 여름에 코르테스의 처 카탈리나 수아레스 3남매가 누에바에스파냐로 건너왔다. 이때쯤 되면 코르테스와 카탈리나의 결혼관계는 매우 어색해진 상태였는데, 코르테스가 카탈리나의 형부 벨라스케스 도독의 얼굴에 먹칠을 하고 자기는 공적을 세움으로써 불구대천의 적이 되어버렸기 때문이다. 카탈리나는 이름 앞에 "도냐"가 붙지 않는 것에서 알 수 있듯 상급귀족이 아니었다. 쿠바에서 벨라스케스 밑에서 집달리 노릇을 할 때나 벨라스케스의 처제인 카탈리나가 탐스러웠지, 이제 거대한 멕시코의 지배자가 된 코르테스는 카탈리나와의 결혼을 유지함으로써 얻을 수 있는 신분상승의 매력이 없었다. 더구나 부부 사이에 아이도 없었다. 코르테스는 라 말린체를 비롯한 여러 원주민 현지처들 사이에서 많은 자녀를 보았기에 코르테스 자신이 불임이 아니라는 것은 확실했다. 이 시점에서 코르테스의 아들은 말린체와의 사이에서 낳은 아이 뿐이었다. 비록 사생아였으나 코르테스는 아이에게 자기 부친의 이름을 붙였다. 이 아이가 마르틴 코르테스 엘 메스티소다.
이런 상황에서 1522년 11월 1일에서 2일로 넘어가는 밤중에 카탈리나 수아레스가 수상스러운 정황 하에 죽었다. 이미 당대부터 코르테스가 자기 아내를 죽였다는 주장이 있어왔고, 카탈리나의 사망에 관한 상당히 광범한 탐문수사가 있었다. 수사 결과는 19세기 멕시코에서 출판되어 보존되었다가 20세기에 재발굴되었다. 이렇듯 카탈리나 수아레스의 죽음은 추문이 되었고 수사까지 불러일으켰지만 코르테스는 이제 자유인이 되었다고 자신의 부와 권력에 걸맞는 상급귀족 여성을 물색하기 시작했다.
1523년, 에스파냐 본국은(아마 코르테스의 정적인 후안 로드리게스 데 폰세카 주교의 술책으로 인해) 멕시코 북부(파누코)를 정복, 정착하라고 프란시스코 데 가라이가 지휘하는 원정대를 보냈다. 이 원정은 코르테스가 왕에게 보낸 네 번째 보고서에서 자신이 정적들이 꾸민 음모의 피해자라고 구구절절 늘어놓은 이야기들 중 하나였다. 코르테스는 쿠바 도독 디에고 벨라스케스 데 케야르, 디에고 콜럼버스, 폰세카 주교, 프란시스코 가라이 등이 모두 자신의 정적이라고 주장했다. 코르테스의 이 탄원은 받아들여져서, 가라이에게 누에바에스파냐의 정치에 관여하는 것을 금하는 왕명이 내려졌다.

## 본국의 인정: 문장을 받다 (1525년)

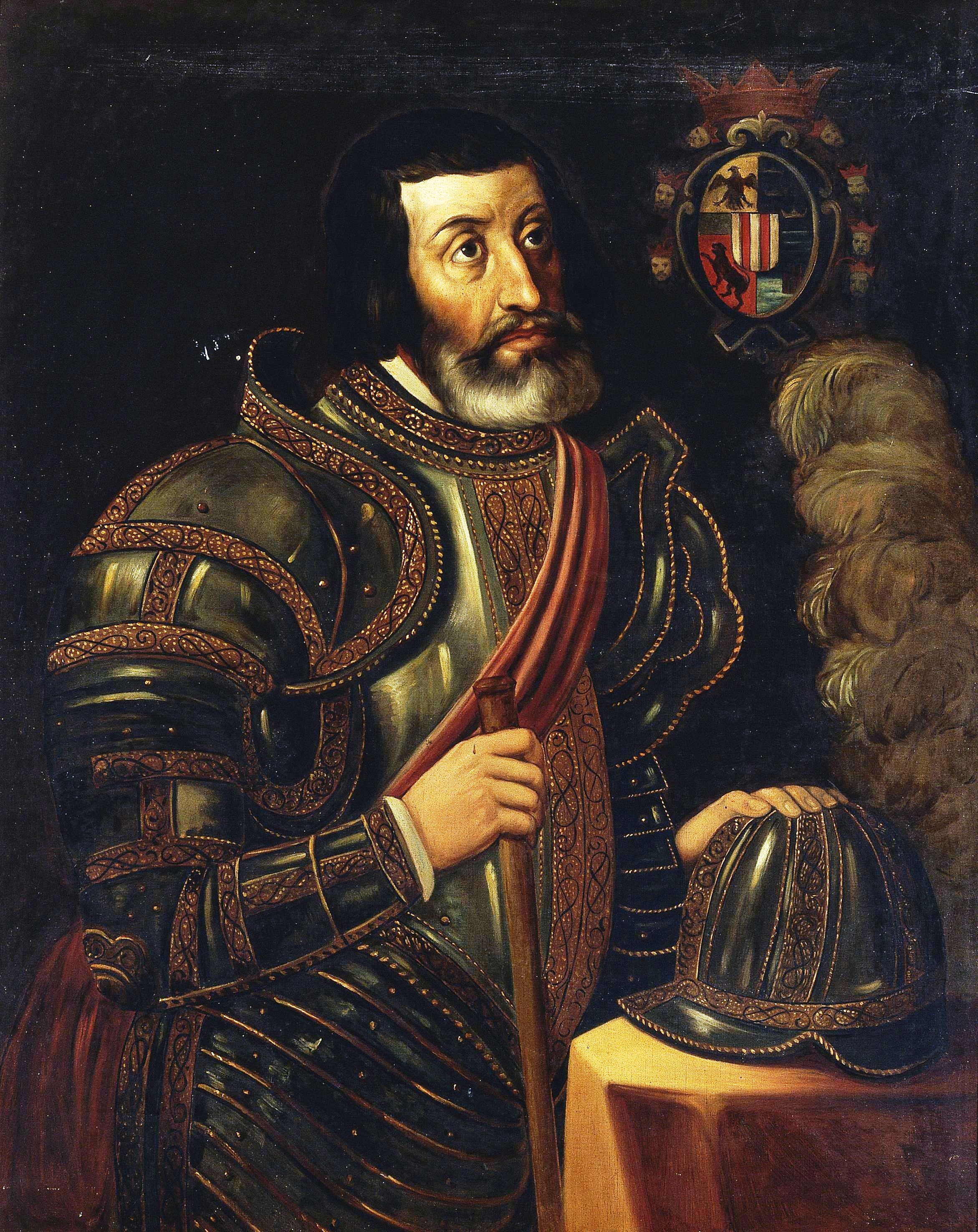
프라도 미술관의 코르테스 초상. 우측에 왕에게 받은 문장이 보인다.

비록 코르테스는 벨라스케스 도독에게 항명하여 제멋대로 군사행동을 일으켰지만 그 결과 엄청난 규모의 땅을 정복하는 데 성공했다. 에스파냐 본국에서는 코르테스에게 문장을 하사함으로써 벨라스케스가 아닌 코르테스의 손을 들어 주었다. 국왕의 명의로 코르테스에게 내린 문장하사증에는 코르테스의 멕시코 정복의 위업을 요약하는 내용이 우선 쓰여 있고, 그 뒤 왕의 말이 다음과 같이 따라붙어 있다.
| “ | 짐은 상술한 바와 같이 그대가 겪은 노고와 위험과 모험에 경의를 표하며, 그대와 그대의 무훈이 영구히 기념되며 그대와 그대의 후손이 완전히 영예롭게 할 것이라 ... 그대의 혈통의 문장 외에 그대 개인의 문장을 가지고 사용함이 짐의 뜻이라 ... | ” |
|   | — :43 |   |

1525년 하사받은 문장.
제명이 추가된 문장.
오아하카계곡 후작 문장.

그 다음에는 코르테스에게 하사하는 문장의 문장학적 의미를 다음과 같이 밝히는 내용이 있다. 우선 방패가 상하좌우 사등분이 되어 있는데, 마주보아 좌상부 칸은 “백색 배경에 쌍두 흑수리이며, 이것은 신성로마제국의 문장이다.”:43 마주보아 좌하부 칸은 “적색 배경에 금사자가 그려져 있다. 이것은 그대, 에르난도 코르테스가 식산과 노력으로써 상술한 것과 같은 업적을 국가에 끼쳤음을 기념”하는 의미이니 곧 멕시코 정복을 의미한다.:43 마주보아 우부의 두 칸은 멕시코 현지에 관련된 의미를 담고 있다. 마주보아 우상부는 흑색 배경에 금관 세 개인데, 코르테스가 쓰러뜨린 세 명의 원주민 황제 모테크소마 2세, 쿠이틀라우악, 쿠아우테목을 의미한다.:43 마주보아 우하부는 물 위에 떠 있는 도시인데, 다름 아닌 아스텍의 수도 테노치티틀란이다.:43 방패둘레의 일곱 얼굴은 코르테스가 정복한 원주민 도시국가과 그 군주를 의미한다. 이들 원주민 군주는 “죄수처럼 쇠사슬에 묶여 있으며 그 쇠사슬은 방패 하부의 자물쇠로 닫히는 것이다.”:44–45

## 온두라스 원정 및 그 뒷일들
1524년에서 1526년 사이 코르테스는 온두라스 방면으로 원정을 떠났다. 쿠바 도독 벨라스케스의 부하로 온두라스에서 할거하는 크리스토발 데 올리드를 정리하기 위함이었다. 쿠아우테목을 남겨두고 갔다가 반란을 일으킬 것을 염려하여 코르테스는 쿠아우테목을 온두라스로 함께 데려갔다. 코르테스는 올리드를 쳐부쉈고, 원정길 도중 쿠아우테목도 죽였다. 코르테스는 올리드의 반역 배후에 벨라스케스가 있다며 벨라스케스의 체포령을 발부했다. 하지만 이것은 코르테스의 권력 비대화를 염려하기 시작하던 카스티야 본국과 서인도 참사회와 코르테스의 사이를 더욱 멀어지게 만들었다.
코르테스는 자신의 행동을 정당화하기 위해 카를로스 국왕에게 다섯 번째 보고서를 보낸다. 이 보고서는 “다양하고 강력한 경쟁자와 적들”이 “폐하의 눈을 막고 있다”는 모진 비난으로 끝맺고 있다. 에스파냐 국왕 카를로스 1세는 또한 신성로마황제로서 카를 5세기도 했다. 신성로마황제 카를 5세는 이탈리아 패권을 두고 프랑스와 벌인 이탈리아 전쟁, 독일의 신교도들을 진압하는 슈말칼덴 전쟁, 그리고 동쪽에서 압박해오는 오스만 제국과의 전쟁에 여념이 없었다. 그렇기 때문에 그는 식민지가 자신의 재정에 보탬만 계속되고 있다면, 멀리 떨어진 식민지 현지의 사정은 어찌 되든 무관심했다. 아스텍 제국이 멸망한 1521년, 카를로스 1세는 신성로마황제로서 신교도 문제를 해결하러 독일에 가 있었고(보름스 의회), 아드리안 판 위트레흐트 주교가 에스파냐 섭정을 맡고 있었다.
벨라스케스 도독과 폰세카 주교는 위트레흐트 주교에게 신대륙에 판무관을 파견해 코르테스의 권력남용을 사찰해 보고 여하에 따라 체포할 것을 상주했고, 코르도바 기사 루이스 폰체 데 레온이 판무관으로 파견되었다. 코르테스는 “아스텍인들을 상대하는 것보다 내 조국의 사람들을 상대하는 것이 더 힘들다”고 토로한 바 있었다. 벨라스케스 도독과 폰세카 주교는 이후로도 줄곧 코르테스와 서인도 참사회 사이를 이간질하며 코르테스에게 두고두고 골칫거리가 되었다.
코르테스가 온두라스에서 귀환하고 며칠 뒤, 판무관 레온은 코르테스의 도독직을 정직시켰다. 그런데 레온은 후임 도독이 되고 갑자기 병이 들더니 한 달도 못 되어 죽었다. 후임으로 마르코스 데 아길라르가 도독이 되었으나 이미 연로했던 그도 곧 병이 들고 알론소 데 에스트라다를 후임으로 지명했다. 한 해에 도독이 세 명이 갈리고 두 명은 죽은 끝에 에스트라다의 도독직을 확정하는 왕명이 1527년 8월 도착했다. 코르테스는 레온과 아길라르를 독살했다는 혐의를 받았고 정무에서 배제되었다.
에스트라다는 디에고 데 피구에로아를 남쪽으로 파견했다. 피구에로아는 도굴과 노략질을 일삼다가 보물을 잔뜩 실은 배가 침몰하여 빠져 죽었다. 코르테스는 자기 당여 한 명이 손목절단형을 받은 것에 관해 에스트라다에게 격렬히 항의했다. 에스트라다는 코르테스에게 추방령을 내렸고, 코르테스는 1528년 카를로스 1세에게 탄원하기 위해 카스티야 본국으로 간다.

### 제1차 본국 소환 (1528년)

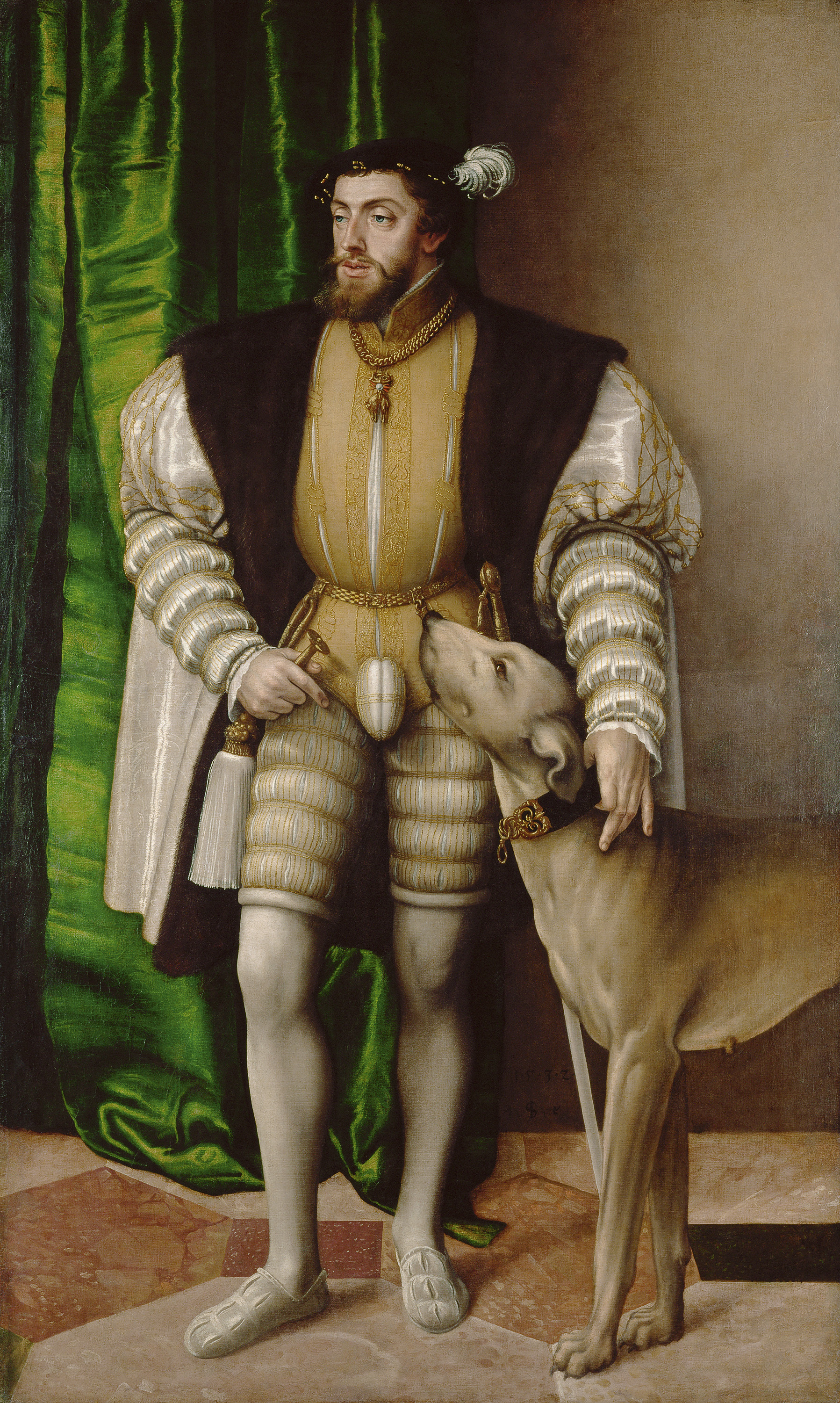
〈황제 카를 5세와 사냥개〉 1532년 야코프 자이제네거 작품.

1528년, 에스파냐 본국으로 돌아온 코르테스는 주군 카롤루스 1세에게 탄원했다. 한편 코르테스가 부재하는 동안 멕시코 현지에서는 후안 알타미라노(Juan Altamirano)와 알론소 발리엔테가 코르테스파를 대표했다. 코르테스는 장려한 차림으로 카롤루스 1세의 궁정에 등청했다. 카롤루스 1세가 들어오자 코르테스는 정적의 고발에 대해 조목조목 반박했다. 그는 왕에게 바쳐야 하는 황금을 횡령했다는 혐의를 부인하고, 오히려 자신은 기본적으로 바쳐야 하는 퀸토(5분의 1)보다 더 많이 황금을 바쳤음을 보여주었다. 또한 아스텍을 멸망시킨 공성전 때 폐허가 된 테노치티틀란시를 멕시코시로 재건하느라 부단하게 시간을 보내고 있음을 강조했다.
코르테스는 카를로스 1세에게 호의적인 반응을 받았고, 산티아고 기사단 훈장을 받았다. 여전히 떠오르는 해인 에스파냐 제국을 팽창시키는 데 기여한 코르테스의 공로를 높이 사 왕은 1529년 코르테스에게 돈의 칭호와 오아하카계곡 후작의 작위를 내렸다. 오아하카계곡은 누에바에스파냐에서 가장 비옥한 지역이었으며, 코르테스는 23개의 영구 엔코미엔다에 따른 봉신 23,000 명을 거느리게 되었다.
그러나 오로지 토지와 봉신에 관한 권리만 확인받았을 뿐, 정작 중요한 도독 자리에는 재임용되지 못했고, 그 뒤로도 코르테스는 누에바에스파냐 행정의 중요 직위에 다시는 돌아가지 못했다. 코르테스가 에스파냐에 소환되어 있는 동안, 식민지 행정관들은 코르테스의 재산을 잘못 관리하고 원주민들을 학대했다. 코르테스는 원주민들의 편에 서서 고소장을 썼는데, 이때 고소장 작성을 위해 원주민들이 자신들이 당한 학대를 그림으로 표현해 기록한 것이 『우에소친코의 서』다.

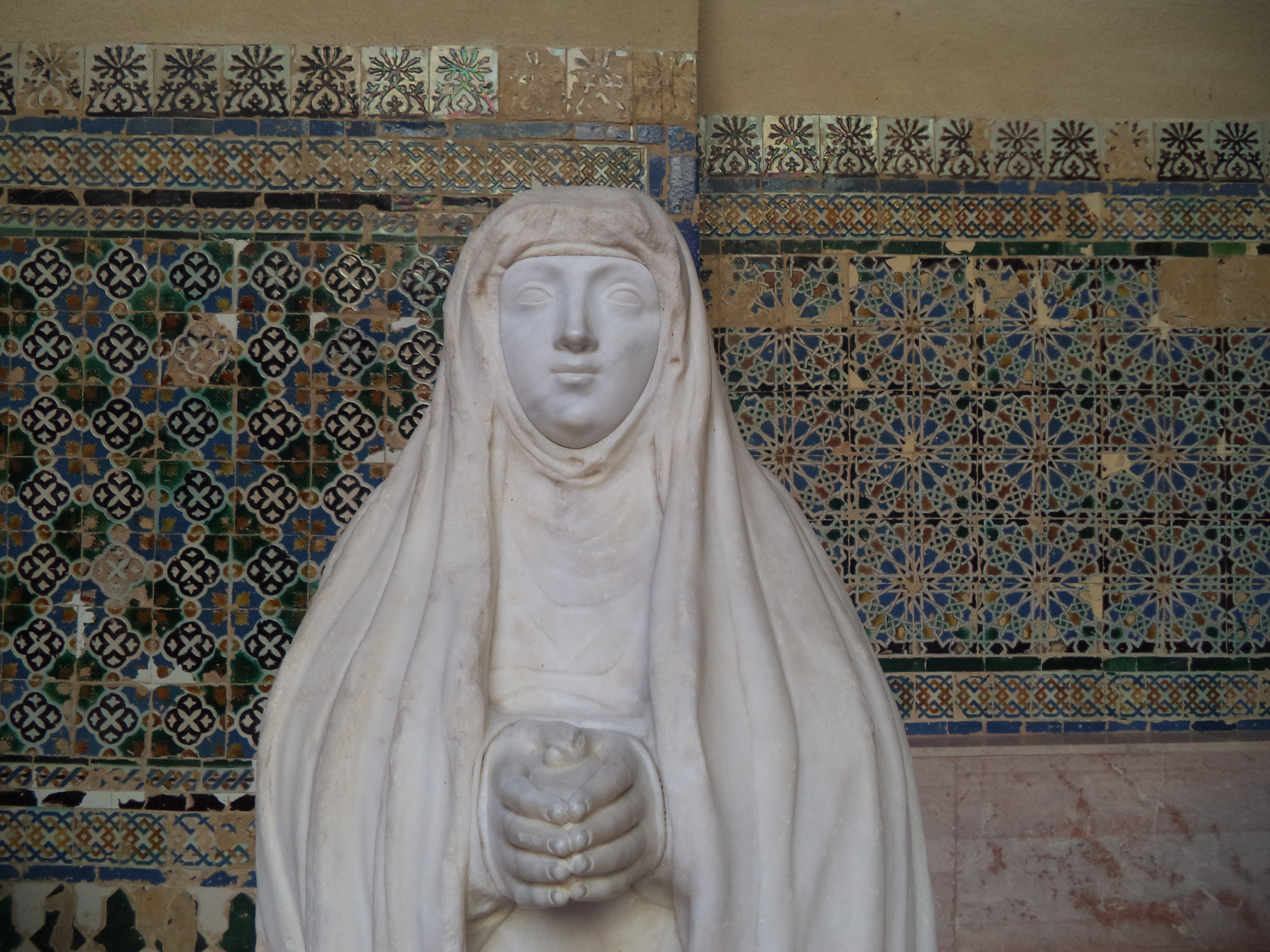
코르테스의 두 번째 처 후아나 데 수니가의 묘비.

작위를 받은 것과 비슷한 시기에 코르테스는 에스파냐 본국의 백작영애 도냐 후아나 데 수니가(Doña Juana de Zúñiga)와 재혼했고, 수니가와의 사이에 1남 3녀의 적자를 낳았다(1남 1녀가 더 있지만 그 둘은 영아 때 죽음). 적남의 이름도 서장남 마르틴 코르테스 엘 메스티소와 마찬가지로 마르틴이라고 지었다. 코르테스의 적녀들의 이름은 도냐 마리아, 도냐 카탈리나, 도냐 후아나라고 한다. 코르테스의 유일한 적남 돈 마르틴 코르테스 수니가는 부친의 후계자로서 1547년 코르테스가 죽은 뒤 부친의 작위와 그에 따라오는 봉읍을 물려받았다. 돈 마르틴이 소위 엔코멘데로스의 음모사건에 가담했다가 작위와 봉읍이 위기에 처하기도 했으나, 그 위기를 넘기고 이후로도 이 후작위는 1811년까지 코르테스의 후손들에게 계승되었다.

### 멕시코 귀환 (1530년-1541년)
코르테스는 새로운 작위와 칭호, 훈장, 그러나 줄어든 권력과 함께 멕시코로 돌아왔다. 군권은 여전히 코르테스에게 있었고 코르테스는 정복을 하고 다닐 권한이 있었다. 하지만 1535년 안토니오 데 멘도사가 초대 부왕으로 임명되어 누에바에스파냐의 민정을 총괄하게 되었다. 이렇게 민군 양정의 계통 분열이 일어나자 다양한 알력이 생겨났고, 그 알력들은 코르테스가 기획한 여러 사업들의 실패를 야기했다.
코르테스가 멕시코로 돌아와 보니 식민지는 난장판이 되어 있었다. 코르테스가 반란을 일으킬 것이라는 의심이 팽배했고, 그의 경력과 계획에 치명적인 그림자를 드리울 수 있는 소송이 제기되어 있었다. 코르테스는 첫번째 부인을 살해했다는 혐의로 고발되었다. 그 사건은 비밀리에 계속 수사가 진행되고 있었던 것이다.
이 사건에 관해 코르테스가 유죄 또는 무죄라고 명시된 기록은 하나도 작성되지 않았다. 식민정부가 그가 무죄라고 발표했다면 코르테스의 인기는 크게 높아졌을 것이다. 유죄라고 발표했다가는 피고 코르테스와 그 당여가 무슨 짓을 할지 알 수 없었다. 결국 침묵만이 안전한 선택이었다. 그리고 이 침묵은 코르테스의 영향력이 어느 정도로 두려움의 대상이 되었는지를 시사한다.
자기 지위를 다시 분명히 하고 식민지의 질서를 일부 회복한 코르테스는 멕시코시에서 남쪽으로 48 킬로미터 떨어진 쿠에르나바카에 코르테스궁이라는 저택을 짓고 거기로 은퇴했다. 코르테스는 자기 저택을 꾸미는 것과 태평양 탐사를 하는 것에 진력했다. 하지만 코르테스는 누뇨 벨트란 데 구스만과 다투었고, 또 오늘날의 캘리포니아를 탐사할 권리를 두고 데 멘도사 부왕과도 분쟁했다.
코르테스는 1534년 숨팡고델리오에서 은광 여러 개를 발견했다. 1540년대 초가 되면 코르테스는 은광을 술테펙에 20개, 탁스코에 12개, 사쿠알판에 3개 소유했다. 또 그 전에도 타마술라의 은에 관한 소유권을 주장하기도 했다.
1536년, 코르테스는 멕시코 북서부를 탐사하여 바하칼리포르니아반도를 발견했다. 또 코르테스는 멕시코의 태평양 연안을 답사하는 데 한동안 시간을 보냈다. 캘리포니아만은 1539년 코르테스의 명령으로 프란시스코 데 울로아가 발견하여 한동안 "코르테스만"이라는 이름이 붙었다. 이것이 코르테스의 마지막 대규모 탐험원정이었다.

## 말년생

### 제2차 본국 소환
캘리포니아반도 탐사가 끝나고 코르테스는 1541년 에스파냐 본국으로 귀환했다. 코르테스는 채무, 권력남용 등으로 자신에게 온갖 소송이 들어올 것을 두려워했다.
하지만 귀환한 코르테스는 그냥 무시당했고, 그를 알아보는 사람은 거의 없었다. 한번은 카를로스 1세의 마차를 발견하고, 코르테스는 마차 주위로 운집한 구경꾼의 무리를 헤치고 나가 마차 발판에 올라섰다. 그 배짱에 놀란 카를로스 1세는 그가 누구냐고 물었다. 코르테스는 이렇게 대답했다. “소인은 한낱 사람입니다. 폐하께서 열성조들께 물려받으신 모든 도시들보다 더 큰 영토를 폐하께 바친 사람이지요.”

### 알제리 원정
코르테스의 간청에 카롤루스 1세는 결국 그에게 안드레아 도리아가 지휘하는 함대에 탑승하도록 허락해 주었다. 1541년 당시 도리아 함대는 바르바리 해안의 알제리인들에 대한 원정을 나서고 있었다. 바르바리는 이 때 오스만 제국의 영토였으며, 해적왕이자 오스만 해군총사인 하이레딘 레이스의 본거지였다. 이 불운한 원정에서 코르테스는 폭풍으로 인해 하마터면 익사할 뻔 했다. 이것이 그의 마지막 군 경력이었다.

### 죽음과 유골 수난사
사비를 써가며 여러 차례 탐사원정을 했던 코르테스는 말년에 큰 빚을 지게 되었다. 1544년 2월, 코르테스는 왕실 내탕금으로 자신에게 연금을 달라고 주청했다. 하지만 3년 동안 대답이 없자 왕실에 넌더리가 난 코르테스는 멕시코로 돌아가기로 했다. 출항을 위해 세비야항에 들어온 코르테스는 이질에 걸려 앓아누웠고, 1547년 12월 2일 흉막염으로 사망했다. 향년 62세.
콜럼버스가 그러했듯 코르테스는 물질적으로는 부유했으나 심적인 고통 속에 죽었다. 코르테스는 본부인과 현지처들 사이에 여러 백인 아이와 메스티소 아이를 두었는데, 유언장에서 이 아이들과 그 어미들까지 모두 잘 보살피라고 당부했다. 죽기 전에 코르테스는 교황에게 요청해 사생아 중 네 명을 적자로 인정받았다. 그 중에는 말린체의 아들 마르틴 코르테스 엘 메스티소도 있었다. 한편 코르테스의 적녀 도냐 카탈리나는 코르테스가 죽은 직후 사망했다.
코르테스가 죽은 뒤 그 시체는 여러 가지 이유로 여덟 번이나 옮겨졌다. 1547년 12월 4일, 코르테스는 세비야 산이시도로 델 캄포 교회의 메디나 공작 영묘에 묻혔다. 3년 뒤인 1550년, 공작을 묻을 자리가 필요해지자 코르테스는 같은 교회의 산타카타리나 제단으로 이장되었다. 코르테스는 유언장에 자신이 멕시코 코요아칸에 수도원을 세우라고 명령해 두었으니 거기에 묻어달라고 썼다. 하지만 코르테스가 죽고 10년이 지나도록 수도원은 지어지지 않았다. 그래서 1566년 코르테스의 시체는 누에바에스파냐로 보내져 그의 모친과 누이가 매장된 산프란시스코 데 텍스코코 교회에 매장되었다.

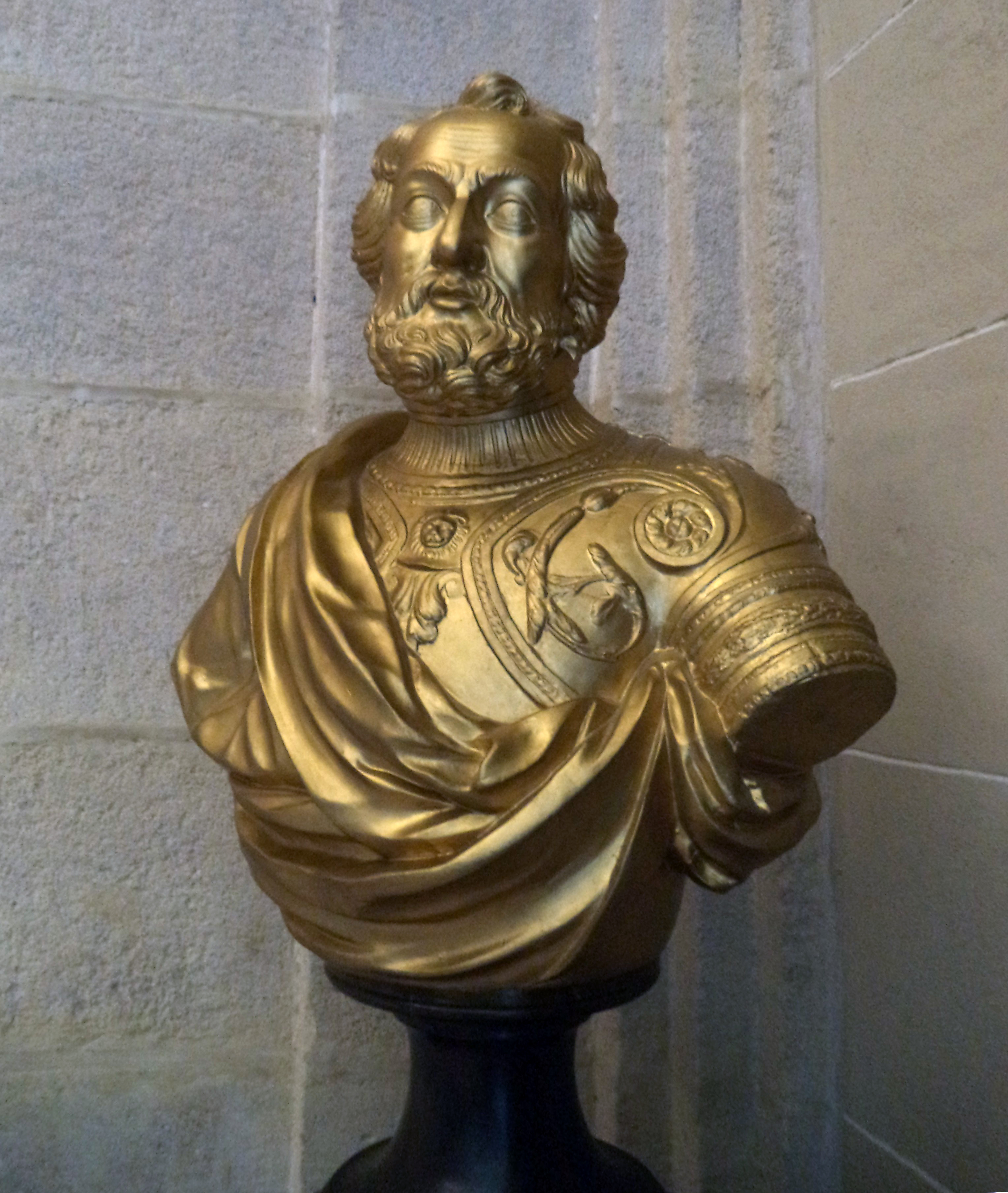
세비야의 코르테스 흉상.

1629년, 코르테스의 마지막 남자 후계자인 제4대 계곡 후작 돈 페드로 코르테스가 죽었다. 누에바에스파냐 부왕은 코르테스의 유골을 파내서 그 후손이 묻힌 프란체스코회 교회에 합장하기로 했다. 그러나 합장은 9년간 연기되었고, 그동안 코르테스의 유골은 부왕궁 큰방에 방치되었다. 마침내 사그라리오 프란체스코회 교회에 이장된 코르테스는 87년간 거기에 묻혀 있었다. 1716년 같은 교회의 다른 곳으로 이장을 했다가, 1764년 코르테스가 세운 헤수스 나사레노 병원에서 코르테스의 흉상과 영묘를 만들면서 거기로 이장되었다.
1823년, 멕시코가 독립하자 코르테스의 시체는 훼손당할 위기에 처했다. 그래서 영묘는 해체하고 흉상과 문장은 시칠리아 팔레르모로 보내 테라노바 공작의 보호를 받았다. 유골은 그냥 건물에 숨겼는데 모두들 멕시코 국외로 반출되었으리라 여겼다. 1836년 유골은 같은 건물 안의 다른 장소로 옮겨졌다.
코르테스의 유골은 1946년 11월 24일에야 재발견되었다.:467 루카스 알라만이 작성한 비밀문서가 발견의 단서가 되었다. 코르테스의 유골은 국립인류역사박물관(INAH)의 소관으로 넘어갔고, INAH는 이 유골이 진품임을 확인했다.:468 유골은 원래 있던 자리에 재매장되었고, 청동제 명문과 문장도 추가되었다. 코르테스의 유골이 재발견되었을 때 히스패닉 전통의 지지자들은 환호했던 반면 원주민 전통의 지지자들은 “쿠아우테목 동상 앞에서 화형에 처한 뒤 가루로 빻아 날려보내야 한다.”며 분개했다.:468

## 평가

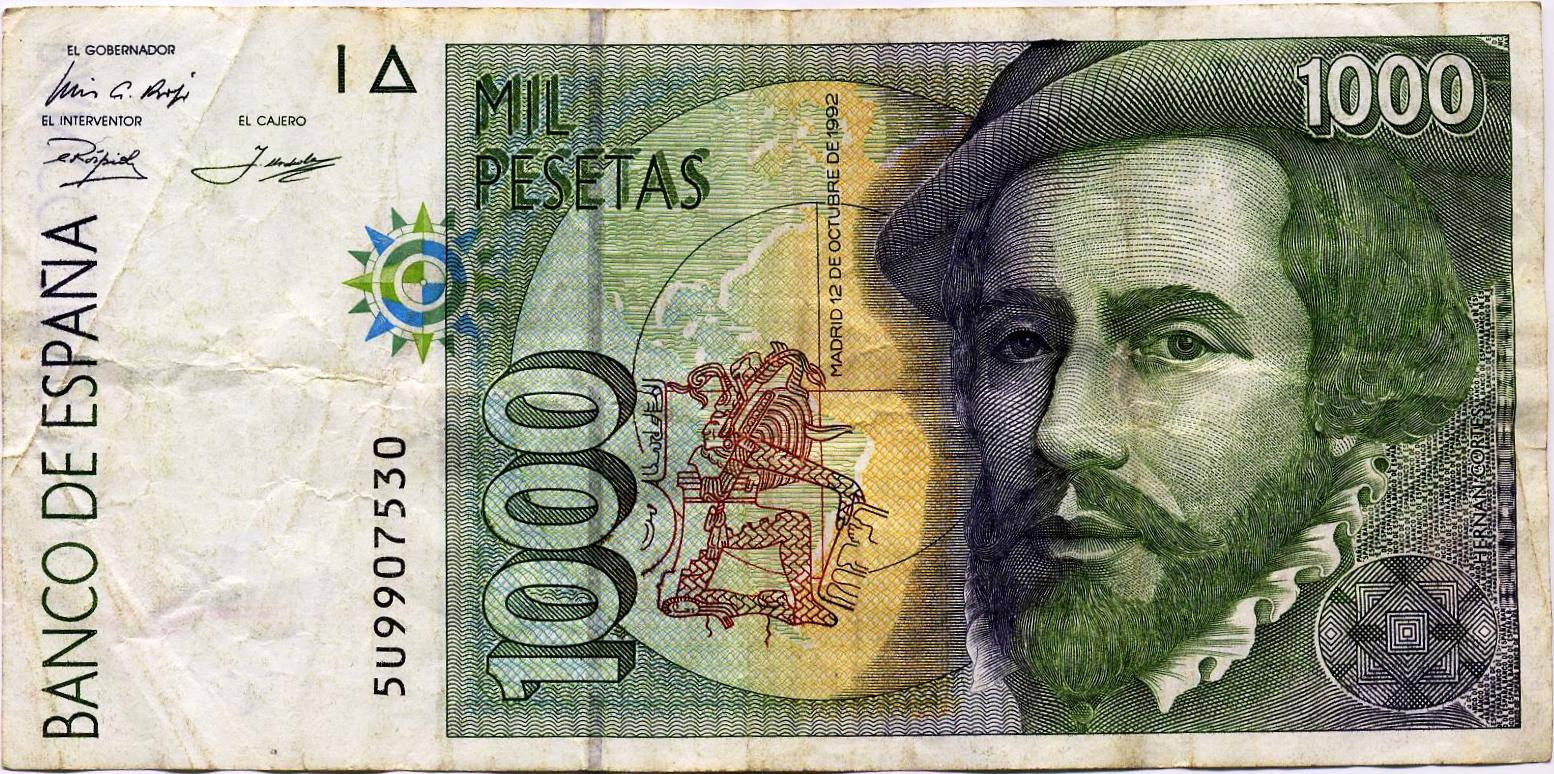
1992년 발행된 1000 에스파냐 페세타 지폐의 코르테스.

코르테스의 초기생에 관한 문헌은 매우 희박하다. 그는 멕시코 정복으로 명성을 얻었고, 사람들이 그의 삶에 관해 읽고 쓰기 시작한 것은 멕시코 정복 이후였다.
아마 코르테스에 관한 최고의 사료는 코르테스 본인이 카롤루스 1세에게 써 올린 보고서일 것이나, 이것은 코르테스 본인에게 유리하게 쓰여졌기 때문에 비판적 독해가 필수적이다. 그 외에는 코르테스의 사제 로페스 데 고마라가 정복 몇 년 뒤 에스파냐에서 쓴 코르테스 전기가 있다. 가마라는 미주대륙에 한 번도 발을 디딘 적이 없으며, 오로지 코르테스에게 들은 이야기만 기록했다. 고마라는 기사무훈시에 익숙했고 코르테스 전기에 그런 서술법을 도입했다. 세 번째 주요 사료는 정복자 베르날 디아스 델 카스티요가 쓴 수기가 있다. 카스티요는 대놓고 자신의 수기가 “고마라의 거짓부렁”에 대응하기 위한 것이라고 했다. 카스티요는 코르테스만을 무훈시적 영웅으로 띄어주는 것에 반발하고, 코르테스의 부하들도 멕시코 정복의 중요한 주역들로서 기억되어야 함을 강조했다.
이후 에스파냐인의 멕시코 도래 및 정복에 관한 비판적 기록들도 등장하기 시작한다. 도미니코회 수도사 바르톨로메오 데 라스 카사스는 『서인도 파괴 소사』에서 인디오들에게 가해진 잔인하고 악랄한 폭력을 강하게 규탄했다. 이 규탄은 모든 정복자들에 대한 것이기도 했고 또한 코르테스라는 특정인에 대한 것이기도 했다. 프란체스코회 수도사 베르나르디노 데 사아군이 쓴 『플로렌스의 서』 역시 코르테스를 시큰둥하게 묘사하고 있다. 이렇게 사료가 적기 때문에 코르테스의 인격의 묘사는 잔인하고 무자비한 악당 또는 고귀하고 명예로운 기사라는 극단적인 이분법으로 갈리는 경향을 보인다.

## 가계
서자 및 얼자:
- 도냐 카탈리나 피사로(doña Catalina Pizarro): 1514년-1515년 산티아고데쿠바 또는 누에바에스파냐에서 출생. 쿠바 식민개척민 여성 레오노르 피사로 소생. 도냐 카탈리나는 정복자이며 엔코멘데로인 후안 데 살체도와 결혼해 페드로라는 아들을 낳았다.[43]
- 돈 마르틴 코르테스(don Martín Cortés): 1522년 코요아칸 출생. 코르테스의 서장남. 인디오 현지처 라 말린체 소생. "최초의 메스티소"라고 불린다. 도냐 베르날디나 데 포라스(doña Bernaldina de Porras)와 결혼해 다음 1녀 1남을 낳았다.
  - 도냐 아나 코르테스(doña Ana Cortés)
  - 돈 페르난도 코르테스(don Fernando Cortés): 베라크루스에서 법관으로 재직. 이 사람의 혈통은 아직도 멕시코에 남아있다.
- 돈 루이스 코르테스(don Luis Cortés): 1525년 출생. 트루히요(카세레스) 원주민 도냐 안토니아(doña Antonia) 또는 도냐 엘비라 에르모실로(doña Elvira Hermosillo) 소생.[44]
- 도냐 레오노르 코르테스 모크테수마(doña Leonor Cortés Moctezuma): 1527년 또는 1528년 멕시코시 출생. 모테크소마 2세의 장녀 테쿠이치포츠 이시카쇼치친 소생. 바스크인 상인 후안 데 톨로사와 결혼.[45]
- 도냐 마리아 코르테스 데 모크테수마(doña María Cortés de Moctezuma): 아스텍 왕녀 소생. 그 외에 알려진 것 없음.

코르테스는 두 번 결혼했다. 첫 부인은 쿠바 도독 디에고 벨라스케스 데 케야르의 처제 카탈리나 수아레스 마르카이다(Catalina Suárez Marcaida)로, 1522년 자식 없이 코요아칸에서 죽었다. 두 번째 부인은 아길라르 백작영애 도냐 후아나 라미레스 데 아렐라노 데 수니가(doña Juana Ramírez de Arellano de Zúñiga)였다. 코르테스는 도냐 후아나와의 사이에 다음과 같은 적자들을 낳았다.
- 돈 루이스 코르테스 이 라미레스 데 아렐라노(don Luis Cortés y Ramírez de Arellano): 1530년 텍스코코 출생. 출산 직후 사망.
- 도냐 카탈리나 코르테스 데 수니가(doña Catalina Cortés de Zúñiga): 1531년 쿠에르나바카 출생. 출산 직후 사망.
- 돈 마르틴 코르테스 이 라미레스 데 아렐라노(don Martín Cortés y Ramírez de Arellano): 1532년 쿠에르나바카 출생. 코르테스의 적장남. 제2대 오아하카계곡 후작. 1548년 2월 24일 육촌 도냐 아나 라미레스 데 아렐라노 이 라미레스 데 아렐라노(doña Ana Ramírez de Arellano y Ramírez de Arellano)와 결혼. 현재 남계 혈통 단절.
- 도냐 마리아 코르테스 데 수니가(doña María Cortés de Zúñiga): 1533년-1536년 쿠에르나바카 출생. 제5대 루나 백작 돈 루이스 데 퀴뇨네스 이 피멘텔(don Luis de Quiñones y Pimentel)과 결혼.
- 도냐 카탈리나 코르테스 데 수니가(doña Catalina Cortés de Zúñiga): 1533년-1536년 쿠에르나바카 출생. 부친 장례 직후 세비야에서 사망. 미혼.
- 도냐 후아나 코르테스 데 수니가(doña Juana Cortés de Zúñiga): 1533년-1536년 쿠에르나바카 출새이. 제2대 알칼라데로스가술레스 공작 돈 페르난도 엔리케스 데 리베라 이 포르토카레로(Don Fernando Enríquez de Ribera y Portocarrero)와 결혼.

### 족보
|  |                                                             |  |  |  |  |  |  |  |  |  |  |  |  |  |  |  |
|  | 16. 헤르난 데 몬로이 대부                                   |  |  |  |  |  |  |  |  |  |  |  |  |  |  |  |
|  |                                                             |  |  |  |  |  |  |  |  |  |  |  |  |  |  |  |
|  |                                                             |  |  |  |  |  |  |  |  |  |  |  |  |  |  |  |
|  | 8. 로드리고 데 몬로이 대부                                  |  |  |  |  |  |  |  |  |  |  |  |  |  |  |  |
|  |                                                             |  |  |  |  |  |  |  |  |  |  |  |  |  |  |  |
|  |                                                             |  |  |  |  |  |  |  |  |  |  |  |  |  |  |  |
|  | 17. 이사벨 데 알마레스 대부인                               |  |  |  |  |  |  |  |  |  |  |  |  |  |  |  |
|  |                                                             |  |  |  |  |  |  |  |  |  |  |  |  |  |  |  |
|  |                                                             |  |  |  |  |  |  |  |  |  |  |  |  |  |  |  |
|  | 4. 로드리고 또는 루이 페르디난스 데 몬로이                  |  |  |  |  |  |  |  |  |  |  |  |  |  |  |  |
|  |                                                             |  |  |  |  |  |  |  |  |  |  |  |  |  |  |  |
|  |                                                             |  |  |  |  |  |  |  |  |  |  |  |  |  |  |  |
|  | 18. 헤르난도 알폰소 데 오렐라나                             |  |  |  |  |  |  |  |  |  |  |  |  |  |  |  |
|  |                                                             |  |  |  |  |  |  |  |  |  |  |  |  |  |  |  |
|  |                                                             |  |  |  |  |  |  |  |  |  |  |  |  |  |  |  |
|  | 9. 메시나 데 오렐라나 이 카르바할                           |  |  |  |  |  |  |  |  |  |  |  |  |  |  |  |
|  |                                                             |  |  |  |  |  |  |  |  |  |  |  |  |  |  |  |
|  |                                                             |  |  |  |  |  |  |  |  |  |  |  |  |  |  |  |
|  | 19. 후아나 곤살레스 데 카르바할                             |  |  |  |  |  |  |  |  |  |  |  |  |  |  |  |
|  |                                                             |  |  |  |  |  |  |  |  |  |  |  |  |  |  |  |
|  |                                                             |  |  |  |  |  |  |  |  |  |  |  |  |  |  |  |
|  | 2. 마르틴 코르테스 데 몬로이                                |  |  |  |  |  |  |  |  |  |  |  |  |  |  |  |
|  |                                                             |  |  |  |  |  |  |  |  |  |  |  |  |  |  |  |
|  |                                                             |  |  |  |  |  |  |  |  |  |  |  |  |  |  |  |
|  | 10. 디에고 데 라 쿠에바                                     |  |  |  |  |  |  |  |  |  |  |  |  |  |  |  |
|  |                                                             |  |  |  |  |  |  |  |  |  |  |  |  |  |  |  |
|  |                                                             |  |  |  |  |  |  |  |  |  |  |  |  |  |  |  |
|  | 5. 마리아 코르테스                                          |  |  |  |  |  |  |  |  |  |  |  |  |  |  |  |
|  |                                                             |  |  |  |  |  |  |  |  |  |  |  |  |  |  |  |
|  |                                                             |  |  |  |  |  |  |  |  |  |  |  |  |  |  |  |
|  | 11. 마리아 코르테스                                         |  |  |  |  |  |  |  |  |  |  |  |  |  |  |  |
|  |                                                             |  |  |  |  |  |  |  |  |  |  |  |  |  |  |  |
|  |                                                             |  |  |  |  |  |  |  |  |  |  |  |  |  |  |  |
|  | 1. 에르난 코르테스 데 몬로이 이 피사로 델 오아하카계곡 후작 |  |  |  |  |  |  |  |  |  |  |  |  |  |  |  |
|  |                                                             |  |  |  |  |  |  |  |  |  |  |  |  |  |  |  |
|  |                                                             |  |  |  |  |  |  |  |  |  |  |  |  |  |  |  |
|  | 12. 후안 알타미라노                                         |  |  |  |  |  |  |  |  |  |  |  |  |  |  |  |
|  |                                                             |  |  |  |  |  |  |  |  |  |  |  |  |  |  |  |
|  |                                                             |  |  |  |  |  |  |  |  |  |  |  |  |  |  |  |
|  | 6. 디에고 알타미라노                                        |  |  |  |  |  |  |  |  |  |  |  |  |  |  |  |
|  |                                                             |  |  |  |  |  |  |  |  |  |  |  |  |  |  |  |
|  |                                                             |  |  |  |  |  |  |  |  |  |  |  |  |  |  |  |
|  | 13. 마리아 데 비베로                                        |  |  |  |  |  |  |  |  |  |  |  |  |  |  |  |
|  |                                                             |  |  |  |  |  |  |  |  |  |  |  |  |  |  |  |
|  |                                                             |  |  |  |  |  |  |  |  |  |  |  |  |  |  |  |
|  | 3. 카탈리나 피사로 알타미라노                               |  |  |  |  |  |  |  |  |  |  |  |  |  |  |  |
|  |                                                             |  |  |  |  |  |  |  |  |  |  |  |  |  |  |  |
|  |                                                             |  |  |  |  |  |  |  |  |  |  |  |  |  |  |  |
|  | 28. 페르난도 또는 헤르난도 알론소 데 히노호사               |  |  |  |  |  |  |  |  |  |  |  |  |  |  |  |
|  |                                                             |  |  |  |  |  |  |  |  |  |  |  |  |  |  |  |
|  |                                                             |  |  |  |  |  |  |  |  |  |  |  |  |  |  |  |
|  | 14. 마르틴 피사로 데 이노호사                               |  |  |  |  |  |  |  |  |  |  |  |  |  |  |  |
|  |                                                             |  |  |  |  |  |  |  |  |  |  |  |  |  |  |  |
|  |                                                             |  |  |  |  |  |  |  |  |  |  |  |  |  |  |  |
|  | 29. 테레사 마르티네스 피사로                                |  |  |  |  |  |  |  |  |  |  |  |  |  |  |  |
|  |                                                             |  |  |  |  |  |  |  |  |  |  |  |  |  |  |  |
|  |                                                             |  |  |  |  |  |  |  |  |  |  |  |  |  |  |  |
|  | 7. 레오노르 산체스 피사로 알타미라노                        |  |  |  |  |  |  |  |  |  |  |  |  |  |  |  |
|  |                                                             |  |  |  |  |  |  |  |  |  |  |  |  |  |  |  |
|  |                                                             |  |  |  |  |  |  |  |  |  |  |  |  |  |  |  |
|  | 30. 베니코 헤르난데스 알타미라노                            |  |  |  |  |  |  |  |  |  |  |  |  |  |  |  |
|  |                                                             |  |  |  |  |  |  |  |  |  |  |  |  |  |  |  |
|  |                                                             |  |  |  |  |  |  |  |  |  |  |  |  |  |  |  |
|  | 15. 이사벨 로드리게스 알타미라노                            |  |  |  |  |  |  |  |  |  |  |  |  |  |  |  |
|  |                                                             |  |  |  |  |  |  |  |  |  |  |  |  |  |  |  |
|  |                                                             |  |  |  |  |  |  |  |  |  |  |  |  |  |  |  |
|  | 31. 이사벨 로드리게스 데 아길라르                           |  |  |  |  |  |  |  |  |  |  |  |  |  |  |  |
|  |                                                             |  |  |  |  |  |  |  |  |  |  |  |  |  |  |  |
|  |                                                             |  |  |  |  |  |  |  |  |  |  |  |  |  |  |  |

## 같이 보기
- 멕시코의 역사
- 누에바에스파냐
- 멕시코 정복
- 스페인 제국